# Triple Crown (Darts)
Die sogenannte Triple Crown (englisch für ‚dreifache Krone‘) im Dartsport ist eine vom TV-Sender Sky Sports etablierte inoffizielle Bezeichnung für den Gewinn der drei prestigeträchtigsten PDC-Major-Titel.
Diese sind:
- PDC World Darts Championship (seit 1994)
- PDC World Matchplay (seit 1994)
- PDC Premier League (seit 2005)

## Triple-Crown-Gewinner
Lediglich fünf Spieler konnten bislang alle drei Trophäen mindestens einmal gewinnen.

### Anzahl der Titel
| Spieler            | PDC WM | World Matchplay | Premier League | Triple Crown seit |
| ------------------ | ------ | --------------- | -------------- | ----------------- |
| Phil Taylor        | 14     | 16              | 6              | 2005              |
| Michael van Gerwen | 3      | 3               | 7              | 2015              |
| Gary Anderson      | 2      | 1               | 2              | 2018              |
| Luke Humphries     | 1      | 1               | 1              | 2025              |
| Luke Littler       | 1      | 1               | 1              | 2025              |

(Stand: Juli 2025)
Vier weiteren Spielern ist es gelungen, zwei der drei Titel zu gewinnen:
| Spieler               | PDC WM | World Matchplay | Premier League |
| --------------------- | ------ | --------------- | -------------- |
| Peter Wright          | 2      | 1               | 0              |
| Rob Cross             | 1      | 1               | 0              |
| Raymond van Barneveld | 1      | 0               | 1              |
| James Wade            | 0      | 1               | 1              |

(Stand: Juli 2025)

## Annual Triple Crown
Als Annual Triple Crown bezeichnet man das Gewinnen dieser drei wichtigsten PDC-Major-Turniere innerhalb eines Kalenderjahres. Phil Taylor ist der einzige Spieler, der die Annual Triple Crown erlangen konnte (2006 und 2010).
Michael van Gerwen ist es gelungen, alle drei Titel in Folge zu gewinnen (2016/17). Phil Taylor schaffte dies zusätzlich zu seinen Annual Triple Crowns noch 2008/09 und 2012/13. Der Rekord für die meisten Siege in Triple-Crown-Turnieren in Folge liegt bei vier. Dies gelang Phil Taylor 2009/10 (in Kombination mit Annual Triple Crown) und Michael van Gerwen 2016/17.
Vor Einführung der PDC Premier League im Jahr 2005 gewann Phil Taylor auch sechsmal innerhalb desselben Kalenderjahres die PDC-WM und das World Matchplay (1995, 1997, 2000, 2001, 2002 und 2004).